# Uromodulin
Uromodulin (Tamm-Horsfall-Protein nach Igor Tamm (1922–1995) und Frank L. Horsfall (1906–1971)) ist ein Protein, das von der Niere in den Urin ausgeschieden wird. Im Urin ist es das Protein mit der höchsten Konzentration (Ausscheidung etwa 50 mg/d). Man nimmt an, dass Uromodulin die Niere vor Nierensteinbildung und Harnwegsinfekten schützt.

## Genetik
Uromodulin wird durch das Gen UMOD codiert.

## Bildung
Uromodulin wird in Zellen des dicken aufsteigenden Schenkels der Henle-Schleife synthetisiert und via Glycosyl-Phosphatidyl-Inositol (GPI) an die luminale Zellmembran transportiert. Dort wird es proteolytisch gespalten und in das Lumen des Nierenkanälchens freigesetzt. In geringerem Ausmaß gelangt es basolateral ins Interstitium. Der Mechanismus und die biologische Bedeutung der basolateralen Freisetzung sind noch unbekannt.

## Aufgaben
Es wird vermutet, dass Uromodulin die Niere vor Nierensteinbildung und Harnwegsinfekten schützt. Uromodulin besitzt immunmodulierende Eigenschaften und ist in der Lage, neutrophile Granulozyten und Monozyten zu aktivieren. Uromodulin aktiviert dendritische Zellen über Toll-like Receptor-4 (TLR4) und verbindet so unspezifische mit spezifischer Immunabwehr.

## Nachweis
Uromodulin kann sowohl im Urin als auch im Blutserum bzw. -plasma mittels kommerzieller ELISA-Verfahren nachgewiesen werden.

## Medizinische Bedeutung
Mutationen im Gen des Uromodulin UMOD, führen zu drei erblichen Nierenkrankheiten:
- Familiäre juvenile hyperurikämische Nephropathie (FJHM),
- Medullär-zystische Nierenerkrankung Typ 2 (Medullary Cystic Kidney Disease Type 2, MCKD2) und
- Dominante glomerulozystische Nierenerkrankung (Glomerulocystic Kidney Disease, GCKD).

Insbesondere bei Heranwachsenden führen diese Mutationen zu Entzündung (Tubulointerstitielle Nephritis) und vermehrter Bindegewebsbildung (Fibrose) im Nierenmark und zu einer verminderten Fähigkeit der Niere, den Urin höher zu konzentrieren.
Bei der FJHM stehen dabei erhöhter Harnsäurespiegel und Gicht im Vordergrund der Symptomatik, bei der MCKD2 die Bildung von Nierenzysten. In einer genomweiten Assoziationsstudie waren Mutationen im Gen für Uromodulin mit einer erhöhten Wahrscheinlichkeit verknüpft, an einer chronischen Nierenkrankheit zu erkranken.
Ein Abfallen der im Serum gemessenen Uromodulin-Konzentration ist mit einer signifikanten Verschlechterung der Nierenfunktion assoziiert. Der jüngste Nachweis, dass Uromodulin, als nierenspezifisches Glycoprotein aus den Epithelien des dicken aufsteigenden Teils der Henle′schen Schleife, nicht nur im Harn, sondern in ng/ml im Serum zirkuliert, beruht auf einem zweiten Transportweg: Der bekannte, traditionelle Transport von Uromodulin erfolgt in Richtung Tubuluslumen über die apikale Membran. Ein zweiter Weg dagegen in Richtung basolaterale Plasmamembran, wobei das Protein in zytoplasmatische Vesikel eingebettet ist. Die Vesikel verschmelzen mit der basalen Plasmamembran, Uromodulin wird ins Niereninterstitium freigesetzt und erscheint im Blut. Die mediane Serumkonzentration von Gesunden liegt, gemessen mithilfe eines sensitiven ELISA auf der Basis monoklonaler Antikörper bei 207 ng/ml. Die Serumkonzentrationen von Uromodulin fallen bei Niereninsuffizienz progredient ab und sind im funktionellen Endstadium oder bei Dialysepatienten kaum noch messbar. Im Gegensatz zu traditionellen Funktionsmarkern wie Serumkreatinin, Cystatin C und eGFR-CystatinC, fällt der Serumspiegel von Uromodulin von Nierengesunden in Richtung des Stadium 1 einer Niereninsuffizienz (CKD-1) hochsignifikant früher ab, erkennt daher eine Nierenbeteiligung eher als alle anderen bekannten Messparameter einer Nierenfunktion. Niedrige Serumkonzentrationen von Uromodulin sind zudem prädiktiv für eine spätere Transplantatdysfunktion. Mutationen im UMOD-Gen sind eng mit dem Risiko verbunden, dass eine Niereninsuffizienz das Endstadium zur Dialysepflichtigkeit erreicht. Auffällig hierbei ist, dass auch noch gesunde Familienmitglieder einer UMOD Gen Missense Mutation sehr niedrige Blutwerte von Uromodulin aufweisen. Bei 529 Patienten mit erhöhtem cardiovaskulärem Risiko waren erniedrigte Serum Uromodulin Spiegel mit einer erhöhten Gesamtmortalität verbunden; dagegen die mit höheren Werten mit einer besseren Stoffwechsellage, geringerer Prävalenz weiterer Comorbiditäten wie arterieller Hypertonie, Diabetes mellitus und Herzversagen. Niedrige Serumkonzentrationen von Uromodulin waren bei 3057 Patienten, die sich einer Koronarangiografie unterzogen, ebenfalls mit erhöhter Gesamtmortalität verbunden. Zudem waren arterielle Hypertonie, Diabetes mellitus und Herzversagen mit geringeren Uromodulinspiegel im Blut assoziiert, höheres Serum-Uromodulin dagegen mit jüngerem Alter, geringerem BMI (body mass index), geringerem Blutdruck, geringeren Triglyceriden, niedrigerem Nüchternblutzucker, Hämoglobin A-1c, hochsensitivem C-reaktiven Protein, Parathormon, Galektin-3, NT-proBNP, LDL- und HDL-Cholesterin, dagegen mit höheren 25-(OH)2-Vitamin D Spiegeln. Die glomeruläre Filtrationsrate (GFR) war direkt mit der Höhe des Serum-Uromodulin korreliert, wobei Abhängigkeiten vom Genotyp des Genpolymorphismus SNP rs12917707 bestanden: Höhere GFR bei gegebenem Serum-Uromodulin-Wert ließen sich dem T/T-Genotyp, mittlere dem G/T- und niedrigere dem GG-Genotyp zuordnen.
Bei Patienten mit multiplem Myelom kann es in den Nierenkanälchen in Gegenwart von Tamm-Horsfall-Protein zu Ausfällungen von Leichtketten in Form von Eiweißzylindern kommen. Diese Ausfällungen wirken direkt toxisch auf die Zellen der Nierenkanälchen und können zu einem raschen Verlust der Nierenfunktion und damit zum akuten Nierenversagen führen (Myelomniere).